# Nassauvia serpens
Nassauvia serpens (tiếng Anh thường gọi là Snakeplant) là một loài thực vật thuộc họ Asteraceae. Đây là loài đặc hữu của quần đảo Falkland. Môi trường sống tự nhiên của chúng là vùng cây bụi ôn đới và vùng nhiều đá. Chúng hiện đang bị đe dọa vì mất môi trường sống.